# Culteten
Culteten ist ein osttimoresischer Ort im Suco Liurai (Verwaltungsamt Aileu, Gemeinde Aileu).

## Geographie und Einrichtungen
Der Weiler Culteten liegt südöstlich des Dorfes Banderahun im Norden der Aldeia Coulaudo. Zu den wenigen Gebäuden im Ort gehört die katholische Kapelle San António. Eine Straße verbindet Culteten mit Banderahun.
Östlich verläuft ein Nebenfluss des  Manolane der im Norden fließt. Die Flüsse gehören zum System des Nördlichen Laclos,